# Leyssius

Leyssius (ook: Van Rheineck Leyssius) is een oorspronkelijk Goes' geslacht waarvan leden sinds 1842 tot de Nederlandse adel behoren.

## Geschiedenis
De stamreeks begint met Melchior (Mels) Adriaensz, kleermaker, poorter van Goes die in 1611 overleed. Een nazaat, mr. Pierre Frédéric Leyssius (1793-1846), raad en wethouder van Utrecht, werd bij KB van 10 februari 1842 verheven in de Nederlandse adel en daarmee verkregen hij en zijn nageslacht het adelspredicaat jonkheer/jonkvrouw.
Jhr. H.Th, Leyssius verkreeg bij decreet van 13 september 1902, bij besluit van de Gouverneur-Generaal van Nederlands-Indië, het recht de familienaam te veranderen van Leyssius naar van Rjeineck-Leyssius.

## Telg

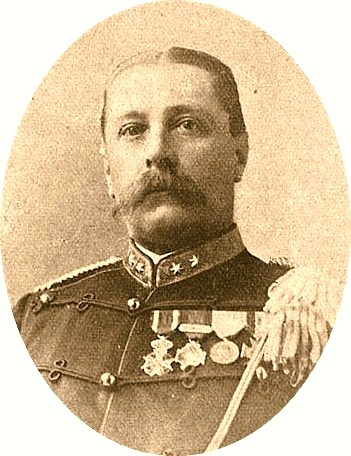
Emile Henri Florent Leyssius (1849-1907)

- Jhr. Emile Henri Florent Leyssius (1849-1907), luitenant-kolonel